# Saison 3 de You're the Worst
Chronologie
Saison 2 Saison 4
Cet article présente le guide des épisodes de la troisième saison de la série télévisée américaine You're the Worst.

## Généralités
- Aux États-Unis, la saison a été diffusée entre le 31 août 2016 et le 16 novembre 2016 sur FXX.
- Au Canada, elle est diffusée simultanément sur FXX Canada.
- En France, elle a été diffusée entre le 3 avril 2017 et le 24 avril 2017 sur Canal+ Séries.
- En Suisse, elle a été diffusée entre le 10 octobre 2017 et le 15 janvier 2018 sur RTS Un.
- Elle reste inédite en Belgique et au Québec.

## Distribution

### Acteurs principaux
- Chris Geere (VF : Yoann Sover) : Jimmy Shive-Overly
- Aya Cash (VF : Victoria Grosbois) : Gretchen Cutler
- Desmin Borges (en) (VF : Antoine Schoumsky) : Edgar Quintero
- Kether Donohue (VF : Bénédicte Bosc) : Lindsay Jillian-Cottumaccio

### Acteurs récurrents
- Allen McLeod (VF : Charles Pestel) : Paul Jillian
- Brandon Mychal Smith (VF : Jean-Michel Vaubien) : Sam Dresden
- Janet Varney (en) (VF : Marie Diot) : Becca Barbara (née Cottumaccio)
- Todd Robert Anderson (VF : Laurent Orry) : Vernon Barbara
- Shane Francis Smith (VF : Victor Quilichini) : Killian Mounce
- Darrell Britt-Gibson (en) (VF : Namakan Koné) : Shitstain
- Allen Maldonado (VF : Jean-Baptiste Anoumon) : Honeynutz
- Collette Wolfe (VF : Elisa Bourreau) : Dorothy Durwood
- Samira Wiley (VF : Géraldine Asselin) : Justina Jordan[1]
- Doug Benson (en) (VF : Michel Mella) : Doug Benson

### Acteurs invités
- Kathleen Rose Perkins (VF : Laurence Bréheret) : Priscilla

## Épisodes

### Épisode 1:Je t'aime, moi non plus
- États-Unis /  Canada : 31 août 2016 sur FXX / FXX Canada
- France : 3 avril 2017 sur Canal+ Séries
- Suisse : 10 octobre 2017 sur RTS Un

- États-Unis : 347 000 téléspectateurs[2] (première diffusion)

### Épisode 2:C'est à toi de me réparer!
- États-Unis /  Canada : 7 septembre 2016 sur FXX / FXX Canada
- France : 10 avril 2017 sur Canal+ Séries
- Suisse : 17 octobre 2017 sur RTS Un

- États-Unis : 269 000 téléspectateurs[3] (première diffusion)

### Épisode 3:Mauvaise nouvelle, ton père est mort
- États-Unis /  Canada : 14 septembre 2016 sur FXX / FXX Canada
- France : 10 avril 2017 sur Canal+ Séries
- Suisse : 24 octobre 2017 sur RTS Un

- États-Unis : 350 000 téléspectateurs[4] (première diffusion)

### Épisode 4:Les hommes deviennent forts
- États-Unis /  Canada : 21 septembre 2016 sur FXX / FXX Canada
- France : 10 avril 2017 sur Canal+ Séries
- Suisse : 31 octobre 2017 sur RTS Un

- États-Unis : 207 000 téléspectateurs[5] (première diffusion)

### Épisode 5:Rêves de tangier
- États-Unis /  Canada : 28 septembre 2016 sur FXX / FXX Canada
- France : 10 avril 2017 sur Canal+ Séries
- Suisse : 7 novembre 2017 sur RTS Un

### Épisode 6:Le Dernier week-end de folie
- États-Unis /  Canada : 5 octobre 2016 sur FXX / FXX Canada
- France : 17 avril 2017 sur Canal+ Séries
- Suisse : 14 novembre 2017 sur RTS Un

### Épisode 7:Tourner la page
- États-Unis /  Canada : 12 octobre 2016 sur FXX / FXX Canada
- France : 17 avril 2017 sur Canal+ Séries
- Suisse : 21 novembre 2017 sur RTS Un

### Épisode 8:L'Autorité maternelle
- États-Unis /  Canada : 19 octobre 2016 sur FXX / FXX Canada
- France : 17 avril 2017 sur Canal+ Séries
- Suisse : 28 novembre 2017 sur RTS Un

### Épisode 9:Le Septième Parfum
- États-Unis /  Canada : 26 octobre 2016 sur FXX / FXX Canada
- France : 17 avril 2017 sur Canal+ Séries
- Suisse : 5 décembre 2017 sur RTS Un

### Épisode 10:Pleine conscience
- États-Unis /  Canada : 2 novembre 2016 sur FXX / FXX Canada
- France : 24 avril 2017 sur Canal+ Séries
- Suisse : 12 décembre 2017 sur RTS Un

### Épisode 11:Un mariage, trois séparations
- États-Unis /  Canada : 9 novembre 2016 sur FXX / FXX Canada
- France : 24 avril 2017 sur Canal+ Séries
- Suisse : 19 décembre 2017 sur RTS Un

### Épisode 12:Un nid de vipères
- États-Unis /  Canada : 16 novembre 2016 sur FXX / FXX Canada
- France : 24 avril 2017 sur Canal+ Séries
- Suisse : 8 janvier 2018 sur RTS Un

### Épisode 13:Pour un meurtre avec toi
- États-Unis /  Canada : 16 novembre 2016 sur FXX / FXX Canada
- France : 24 avril 2017 sur Canal+ Séries
- Suisse : 15 janvier 2018 sur RTS Un